# Art Babbitt
Arthur "Art" Babbitt (Omaha, Nebraska, 8 de octubre de 1907 - Los Ángeles, California, 4 de marzo de 1992) fue un animador estadounidense que trabajó para The Walt Disney Company.
En los años 30 se especializó en la realización de cortometrajes del personaje Goofy, al que dio su personalidad definitiva en cortos como On Ice (1935) y Moving Day (1936). Su película de 1936 The Country Mouse obtuvo un Oscar al mejor cortometraje de animación. Participó también en los primeros largometrajes de Disney: Blancanieves y los siete enanitos (1937), en la que fue el responsable de la animación de la madrastra de Blancanieves; Pinocho (1940)—fue el creador gráfico del personaje Geppetto—; Fantasía (1940), película de la que animó varias secuencias, como la danza de los hongos; y Dumbo (1941).
En 1941 fue despedido por Walt Disney a causa de su actividad sindical. El despido de Babbitt fue una de las causas de la huelga de los estudios Disney en 1941. Posteriormente volvió a ser admitido, e intervino en algunas películas hasta 1948, en que decidió incorporarse a los estudios UPA, fundados años atrás por otros trabajadores también despedidos por Disney. Intervino en el primer corto en el que hizo su aparición el personaje de Mr. Magoo (Ragtime Bear, 1949)
Fue enterrado en el cementerio Forest Lawn Memorial Park de Los Ángeles.